# 安倍興行
安倍 興行（あべ の おきゆき）は、平安時代前期の貴族。大納言・安倍安仁の子。官位は正五位下・大宰大弐。

## 経歴
菅原是善門下で紀伝道を学び、文章得業生から対策に及第したのち、大内記任官中の貞観11年（869年）従五位下に叙爵。貞観12年（870年）藤原元利万侶による謀反事件に対応するため、推問密告使に任ぜられて大宰府へ下向している。また、勘解由次官の官職にあった貞観13年（871年）には太皇太后・藤原順子の葬儀に際して、天皇が祖母である太皇太后の喪に服すべき期間について疑義が生じて決定できなかったために議論が行われた際、唐の典礼や朝廷の儀式制度に基づく諸儒者の説は現実的ではないとし、政務と祭礼の釣り合いに鑑みて臨機応変に日をもって月に替えて、服喪期間として心喪（喪服を着用しない）5月・制服（喪服を着用する）5日とすべきことを提案した。貞観14年（872年）に全国的な大旱魃が発生した際、終日降雨の祈祷を行ったところ雨が降り、万人が感嘆したという。
元慶2年（878年）民部少輔から讃岐介に転じると（この時の位階は従五位上）、のち伊勢権守・上野介と陽成朝以降は地方官を歴任する。しかし、地方官を歴任したことに関して興行は不満を持っていたという。のちに讃岐守として同国に赴任した菅原道真は、興行の治績を賞賛する漢詩を残している。また、伊勢守の官職にあった元慶7年（883年）には端午節会に際して陽成天皇が武徳殿に渤海使を召喚した際、渤海使への応接を務めている。元慶8年（884年）正五位下に昇叙。
仁和4年（888年）阿衡事件の最中に文章博士に任ぜられ帰京する。寛平2年（889年）9月に重陽宴が開催された際、興行は巨勢文雄・菅原道真と共に式部省の文人簿に載せられていなかったところ、宇多天皇からの勅により特別に許されて宴に参加した。また12月には藤原基経が太政大臣の辞任を上表したが、その勅答を作成している。
寛平3年（891年）頃大宰大弐に任ぜられて九州へ下向する。寛平5年（893年）新羅の賊が肥前国松浦郡に来襲した際には、大宰帥・是忠親王と共に追討を命ぜられている。その後、翌寛平6年（894年）にかけて新羅賊の来襲が頻発するが、興行に関する記録はなく、賊の追討の対応を行ったかあるいは帰京したか明らかではない。

## 人物
『菅家文草』の中では島田忠臣に次いで漢詩の贈答数が多く、菅原道真と深い親交があったと想定されている。

## 官歴
注記のないものは『日本三代実録』による。
- 時期不詳：文章生[13]
- 貞観6年（864年）頃：文章得業生[13]
- 貞観9年（867年）以前：対策及第[14]
- 貞観10年（868年）頃：大内記[15]
- 時期不詳：正六位上
- 貞観11年（869年） 正月7日：従五位下
- 貞観12年（870年） 11月17日：推問密告使
- 貞観13年（871年） 10月5日：見勘解由次官
- 時期不詳：従五位上。民部少輔
- 元慶2年（878年） 正月11日：讃岐介
- 元慶7年（883年） 5月5日：見伊勢権守
- 元慶8年（884年） 3月9日：上野介。11月25日：正五位下
- 仁和4年（888年） 8月：文章博士[16]
- 寛平3年（891年）頃：大宰大弐[17]

## 系譜
- 父：安倍安仁[2]
- 母：不詳
- 生母不明の子女
  - 男子：安倍春行[18]